# Roland Boyes
Roland Boyes, né le 12 février 1937 et mort le 16 juin 2006, est une personnalité politique britannique du parti travailliste, photographe amateur et, à la retraite, collecteur de fonds pour la recherche sur la maladie d'Alzheimer. 

## Biographie

### Jeunesse
Boyes, né à Holmfirth, dans le Yorkshire, fils d'un chauffeur de camion, fait ses études à la Wooldale Infant and Junior School. Une crise de méningite à la colonne vertébrale lui fait manquer le 11-plus et il fréquente pendant un an une secondary modern school avant d'aller à la grammar school Penistone. Il étudie la chimie à l'Université de Leicester, mais part un an après

### Enseignement et mariage
Il fréquente ensuite le Coventry Teachers Training College, où il rencontre sa future épouse, et enseigne les mathématiques dans les secondary school (en) pendant 13 ans. Entre-temps, il obtient un master en économie à temps partiel à l'Université de Bradford et épouse une femme (avec qui il a deux fils) en 1962. Il est directeur adjoint des services sociaux au Conseil du comté de Durham de 1975 à 1979.

### Carrière politique
Boyes commence sa carrière politique en rejoignant le Parti travailliste à l'âge de 20 ans. Il est conseiller municipal au conseil du district d'Easington à partir de 1973, puis au conseil municipal de Peterlee. Il est élu député européen de Durham de 1979 à 1984. Aux élections générales de 1983, il est parrainé par le General, Municipal and Boilermakers' Union et succède au député de Houghton-le-Spring Tom Urwin comme député de la nouvelle circonscription de Houghton et Washington. Ailier gauche véhément, il est membre de la CND et soutient les manifestants contre les missiles de croisière à RAF Greenham Common.
Au Parlement, il se joint au groupe de la Tribune et au groupe de la Campagne, et est remarqué pour ses fortes interjections dans un large accent du Yorkshire de son siège. Néanmoins, il devient rapidement porte-parole de première ligne sous la direction de Neil Kinnock, de l'environnement de 1985 à 1988 et de la défense de 1988 à 1992. Il perd son poste de premier plan lorsque John Smith devient chef du Parti travailliste, mais il siège ensuite à des comités spéciaux, sur l'environnement de 1992 à 1994 et sur le patrimoine national de 1994 à 1997. Photographe passionné, il publie en 1990 un livre intitulé People in Parliament, qui contient des photographies en noir et blanc de députés. Il est également membre du conseil d'administration de Hartlepool United.

### Fondation pour la recherche sur la maladie d'Alzheimer
Après une détérioration rapide de ses capacités mentales à partir de 1993, on lui diagnostique la maladie d'Alzheimer en 1995 (année où il n'a que 58 ans) et il prend sa retraite à l'élection générale de 1997, sans savoir, semble-t-il, que les travaillistes ont gagné l'élection. Il met sur pied la fondation pour la recherche sur la maladie d'Alzheimer afin de recueillir des fonds pour la recherche sur la maladie d'Alzheimer. La fondation recueille une grande partie du financement pour une suite à l'Hôpital général de Newcastle qui ouvre ses portes en 2001 et qui est nommée en son honneur. Il meurt à Peterlee dans le comté de Durham, à l'âge de 69 ans. 